# Leptogaster signata
Leptogaster signata är en tvåvingeart som beskrevs av de Meijere 1914. Leptogaster signata ingår i släktet Leptogaster och familjen rovflugor. Inga underarter finns listade i Catalogue of Life.